# Attila Imecs
Attila Imecs (* 10. Februar 1991 in Miercurea Ciuc) ist ein rumänischer Eishockeyspieler, der seit 2009 beim ASC Corona 2010 Brașov in der Rumänischen Eishockeyliga und der MOL Liga spielt.

## Karriere

### Club
Attila Imecs begann seine Karriere in der Nachwuchsabteilung von Dunaújvárosi Acélbikák, für den er in der ungarischen U18-Liga spielte. Anschließend spielte er zwei Jahre für die Budapest Stars ebenfalls in der ungarischen U18-Liga. Er wurde in der Spielzeit 2008/09 auch einmal in der MOL Liga eingesetzt. 2009 kehrte er nach Rumänien zurück, wo er seither beim ASC Corona 2010 Brașov unter Vertrag steht, der ihn sowohl in der Rumänischen Eishockeyliga als auch in der MOL Liga einsetzt. Mit seinem Klub gewann er 2013 und 2015 den rumänischen Eishockeypokal sowie 2014 und 2017 die Meisterschaft.

### International
Imecs spielte bereits im Juniorenbereich für Rumänien: 2008 und 2009 nahm er an der Division II der U18-Weltmeisterschaften teil. Bei den U20-Weltmeisterschaften spielte er 2009, 2010 und 2011 ebenfalls jeweils in der Division II.
Sein Debüt in der Herren-Nationalmannschaft gab Imecs bei der Eishockey-Weltmeisterschaft der Herren 2009 in der Division I. Auch 2012 und 2014 stand er in der Division I auf dem Eis. Nach dem Abstieg 2014 spielte er bei der Weltmeisterschaft 2015 in der Division II und erreichte mit seiner Mannschaft den sofortigen Wiederaufstieg. Zudem vertrat er seine Farben beim Qualifikationsturnier für die Olympischen Winterspiele in Sotschi 2014.

## Erfolge
- 2013 Rumänischer Pokalsieger mit dem ASC Corona 2010 Brașov
- 2014 Rumänischer Meister mit dem ASC Corona 2010 Brașov
- 2015 Rumänischer Pokalsieger mit dem ASC Corona 2010 Brașov
- 2015 Aufstieg in die Division I, Gruppe B, bei der Weltmeisterschaft der Division II, Gruppe A
- 2017 Rumänischer Meister mit dem ASC Corona 2010 Brașov

## MOL-Liga-Statistik
(Stand: Ende der Saison 2017/18)